# Dimerodontium balansae
Dimerodontium balansae är en bladmossart som beskrevs av C. Müller in Bescherelle 1877. Dimerodontium balansae ingår i släktet Dimerodontium och familjen Fabroniaceae. Inga underarter finns listade i Catalogue of Life.